# Plesianthidium trachusiforme
Plesianthidium trachusiforme är en biart som först beskrevs av Heinrich Friese 1913.  Plesianthidium trachusiforme ingår i släktet Plesianthidium och familjen buksamlarbin. Inga underarter finns listade i Catalogue of Life.